# Сесилія Роуз
Сесилія Єлена Роуз (нар. 18 грудня 1963, Волнат-Крік, Каліфорнія, США) — американська економістка, декан Прінстонської школи громадських і міжнародних відносин у Прінстонському університеті. Джо Байден запропонував її кандидатуру на посаду голови Ради економічних консультантів у листопаді 2020.. 2 березня 2021 року підтверджена Сенатом 95 голосами проти 4. У березні 2023 року подала у відставку, щоб повернутись до викладання у Принстонському університеті.

## Походження та навчання
Сесилія Роуз народилася 1963 року у Волнат-Кріку (Каліфорнія). Вона закінчила середню школу Торрі Пайнс у 1981 році. У неї є два рідних брата: Форест Роуз, фізик та Керолін Роуз, антрополог, професор Принстонського університету. Її батько був ученим-фізиком, який здобув докторський ступінь у Каліфорнійському технологічному інституті в 1956 році. Її мати працювала шкільним психологом.
Сама Роуз здобула ступінь бакалавра з економіки в Гарвардському університеті в 1986 році і докторську ступінь в галузі економіки у 1992 році.

## Кар'єра
Після отримання докторського ступеня Сесилія Роуз почала працювати на філологічному факультеті Принстонського університету.  
Роуз у 1998 році увійшла до національної економічної ради при президентові США Біллі Клінтоні. Тому у 2009 році при формуванні уряду американського президента Барака Обами Сесилія увійшла до Ради економічних консультантів при Президентові США.
Сесилія Роуз працює деканом Принстонської школи громадських та міжнародних відносин. Також вона директорка-засновниця науково-дослідного інституту Принстонського університету, є членом Національної академії освіти і працює науковим співробітником Національного бюро економічних досліджень. Основні наукові інтереси вченої належать до галузі економіки праці з акцентом на економіку освіти. Роуз також обіймає посади редактора журналу «Економіка праці» та старшого редактора чамопису «The Future of Children».
Президент Джо Байден назвав кандидатуру Сесилі Роуз на посаду голови Ради економічних консультантів.

## Родина
Сесилія Роуз одружена з Фордом Моррісоном — сином американської письменниці Тоні Моррісон. Родина виховує двох доньок.

## Вибрані публікації
- Goldin, Claudia; Rouse, Cecilia (2000). Orchestrating Impartiality: The Impact of "Blind" Auditions on Female Musicians. American Economic Review. 90 (4): 715—741. doi:10.1257/aer.90.4.715.
- Kane, Thomas J.; Rouse, Cecilia Elena (1995). Labor-market returns to two-and four-year college. The American Economic Review. 85 (3): 600—614. Abstract.
- Rouse, Cecilia Elena (1998). Private school vouchers and student achievement: An evaluation of the Milwaukee Parental Choice Program. The Quarterly Journal of Economics. 113 (2): 553—602. doi:10.1162/003355398555685.
- Ashenfelter, Orley; Rouse, Cecilia (1998). Income, schooling, and ability: Evidence from a new sample of identical twins (PDF). The Quarterly Journal of Economics. 113 (1): 253—284. doi:10.1162/003355398555577.
- Kane, Thomas J.; Rouse, Cecilia Elena (1999). The community college: Educating students at the margin between college and work. The Journal of Economic Perspectives. 13 (1): 63—84. doi:10.1257/jep.13.1.63.
- Rouse, Cecilia Elena (1995). Democratization or diversion? The effect of community colleges on educational attainment. Journal of Business & Economic Statistics. 13 (2): 217—224. doi:10.1080/07350015.1995.10524596.
- Figlio, David N.; Rouse, Cecilia Elena (2006). Do accountability and voucher threats improve low-performing schools? (PDF). Journal of Public Economics. 90 (1): 239—255. doi:10.1016/j.jpubeco.2005.08.005.

## Примітка
1. ↑  SNAC — 2010.
2. ↑  The Cabinet
3. 1 2 3  Математичний генеалогічний проєкт — 1997.
4. 1 2  Tankersley, Jim; Smialek, Jeanna (2 грудня 2020). Biden's New Top Economist Has a Longtime Focus on Workers. The New York Times (амер.). ISSN 0362-4331. Процитовано 2 грудня 2020.
5. ↑  Economy Nominees and Appointees. President-Elect Joe Biden. 30 листопада 2020. Процитовано 30 листопада 2020.
6. ↑  Senate confirms Cecilia Rouse to be Biden's top economist. CNN (англійською) . 2 березня 2021. Процитовано 24 вересня 2023.
7. ↑  Top Economist Leaves White House, and an Economy Not Yet ‘Normal’. The New York Times (англійською) . 31 березня 2023. Процитовано 24 вересня 2023.
8. ↑  Associated Press (1 грудня 2020). Del Mar native nominated for post in Biden administration. Del Mar Times (амер.). Процитовано 4 грудня 2020.
9. ↑  Cecilia Rouse (англ.). Blavatnik School of Government. Архів оригіналу за 18 грудня 2020. Процитовано 2 грудня 2020.
10. ↑  Former Members of the Council (англ.). Obama White House. Процитовано 2 грудня 2020.
11. ↑  Davidson, Kate; Thomas, Ken (30 листопада 2020). Joe Biden Fills Out His Economic Team. The Wall Street Journal (амер.). ISSN 0099-9660. Процитовано 2 грудня 2020.
12. ↑  Thomas, Ken (29 листопада 2020). WSJ News Exclusive | Biden to Name Rouse, Tanden to Economic Team. Wall Street Journal (амер.). ISSN 0099-9660. Процитовано 29 листопада 2020.
13. ↑  Cecilia Rouse named Wilson School dean. 21 січня 2016.